# Waldemar von Roon
Albrecht Johannes Waldemar comte von Roon (né le 4 juillet 1837 à Berlin et mort le 27 mars 1919 au château de Krobnitz) est un lieutenant général et homme politique prussien.

## Biographie
Waldemar est le fils d'Albrecht von Roon. Après les lycées de Berlin et de Bonn, il est diplômé des écoles de cadets de Wahlstatt et de Berlin. Ensuite, Roon s'engage le 1er mai 1855 dans le 1er régiment à pied de la Garde en tant que sous-lieutenant. De 1859 à 1862, il suit les cours de l'Académie de guerre de Berlin. À la mi-décembre 1863, il est nommé officier d'état-major général au commandement suprême de l'armée alliée à Schleswig. Pendant la guerre contre le Danemark, Roon participe aux batailles de Fredericia et de Rackebüll, est légèrement blessé lors de l'assaut de la redoute de Düppel et participe au passage à Als. Pour son action, il est décoré le 22 avril 1864 de l'ordre de l'Aigle rouge de 4e classe avec épées. Avec sa promotion au grade de capitaine, il est transféré le 16 août 1864 au Grand État-Major. En 1866, à l'occasion de la guerre contre l'Autriche, Roon est à l'état-major du 2e corps d'armée. À ce poste, il participe aux batailles de Gitschin et de Sadowa. Après une courte période de service militaire, Roon est nommé major dans l'état-major général en 1869 et, en avril 1870, il est chargé de servir dans l'état-major général du corps de la Garde. Avec le début de la guerre contre la France, il est transféré à l'état-major général du corps de la Garde. Roon prend part aux batailles de Saint-Privat, Beaumont, Sedan et Le Bourget et au siège de Paris, et reçot les deux classes de la Croix de fer.
En 1877, il est nommé commandant du 2e régiment de grenadiers de la Garde basé à Stettin. En 1883, il est promu général de division et commandant de la 4e brigade d'Infanterie de la Garde. À partir de 1886, il est inspecteur de la 1re inspection de Landwehr et est nommé commandant de Posen le 3 juillet 1888 avec le caractère de lieutenant général. Avec l'attribution de l'étoile de l'ordre de l'Aigle rouge, Roon est mis à disposition le 19 septembre 1888 avec la pension légale.
Roon est le propriétaire du majorat et du château de Krobnitz. De 1893 à 1903, il est député du Reichstag pour le parti conservateur allemand. Pendant un certain temps, il est conseiller militaire à la commission du budget du Reichstag. À partir de 1904, il est député de la Chambre des seigneurs de Prusse.
Roon écrit une biographie de son père Denkwürdigkeiten aus dem Leben des Generalfeldmarschalls Grafen von Roon et est également l'éditeur de ses discours.

## Famille
Le 21 octobre 1864, Waldemar von Roon se marie à Kardemin avec Magdalene Cordelia Henriette Jenny von Blanckenburg (née le 5 août 1845 à Kardemin près de Greifenberg et mort le 21 novembre 1915 à Görlitz), de sept ans sa cadette. Elle est la fille de l'homme politique Moritz Karl Henning von Blanckenburg-Zimmerhausen (1815-1888). Le couple a deux filles et huit fils. Le fils aîné et héritier Albrecht meurt prématurément en 1916. C'est ainsi que son petit-fils Hans Albrecht (1907-1938) se voit attribuer Krobnitz et Dobschütz, sous la tutelle, entre autres, de sa mère Carola, née baronne von Seckendorff. L'agriculture des deux domaines est donc louée.